# Polícrates de Samos

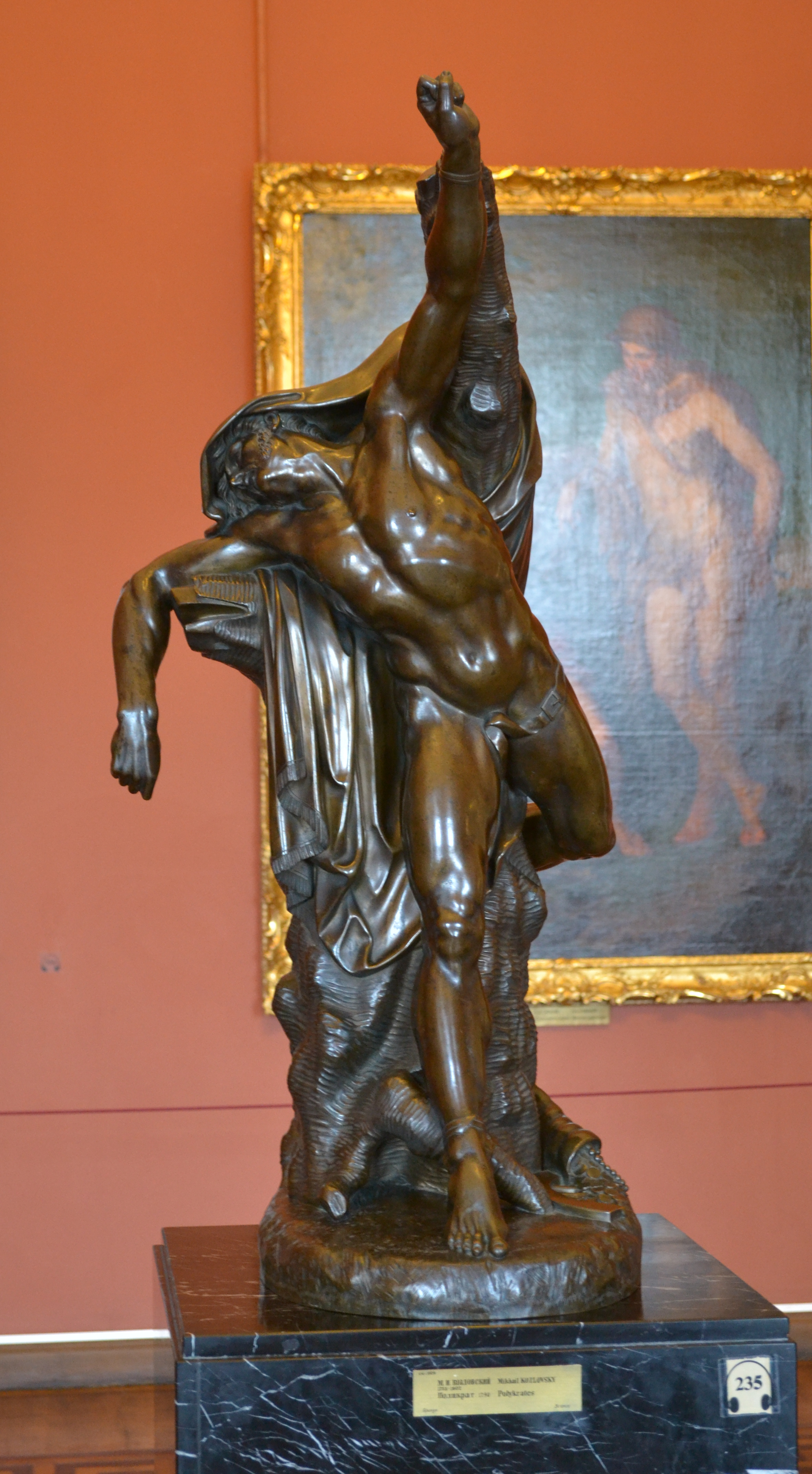
Escultura de Polícrates, por M. Kozlovsky (1790).

Polícrates (570 a. C.-522 a. C.),  (en griego antiguo: Πολυκράτης), hijo de Éaces, fue un poderoso tirano de la isla de Samos entre el 540 a. C. y el 522 a. C. Su caída provocó un gran impacto en el mundo griego. Tenía la reputación de ser un guerrero feroz y un tirano ilustrado.

## Contexto histórico
Samos es una isla griega del mar Egeo, situada frente a la costa del Asia Menor, cerca de Mileto. Era también una ciudad griega de la región de Jonia, pero por su carácter insular no fue sometido al reino del rey lidio Creso. Cuando este rico gobernante cayó frente al persa Ciro II en el 547 a. C., Lidia fue incorporada al imperio aqueménida. El general persa Harpago subyugó a las ciudades griegas de tierra firme una por una, y la situación política en el resto del mundo griego cambió considerablemente. Se produjo cierta confusión en Samos, y en el 540 a. C., tres hermanos, Polícrates, Pantagnoto y Silosonte, llevaron a cabo un golpe de Estado. Apoyados por ciudadanos que pudieron armarse capturaron la ciudadela de Samos.
Polícrates ejecutó al segundo hermano, Pantagnoto, y desterró al más joven, Silosonte, quien marchó a Persia. Desde ese momento, Polícrates se convirtió en gobernante en solitario, o, usando el término griego, se convirtió en tirano. Parece que fue un hombre popular, que no cambió la constitución para controlar el estado. Por otra parte, los opositores a su reinado, normalmente miembros de la vieja aristocracia, fueron exiliados o prefirieron voluntariamente abandonar la isla. El más famoso fue el filósofo y matemático Pitágoras, quien marchó a Egipto y al sur de Italia.

## Fortalecimiento de Samos
Entre los primeros actos de Polícrates, se encuentra la fortificación de la ciudad, que puede fecharse arqueológicamente en el tercer cuarto del siglo V a. C.. Junto con este proyecto se inició también un acueducto. Estos edificios fueron diseñados por un hombre llamado Eupalino.
Tal y como hacían otros tiranos, Polícrates trató de mejorar la calidad de vida de sus ciudadanos. Samos prosperó y Polícrates pudo mostrarlo al mundo construyendo un templo dedicado a Hera y un gran palacio que siglos más tarde sería reconstruido por el emperador romano Calígula (r. 37-41 d. C.).
Junto con la muralla y el acueducto, el santuario fue reconocido como uno de los mayores logros de la ingeniería antigua. El filósofo Aristóteles incluso lo comparó con las pirámides.
Varios científicos y eruditos visitaban la corte samia: por ejemplo el médico Democedes, los poetas Anacreonte e Íbico, y el ya mencionado ingeniero Eupalino.

«En muy poco tiempo subieron los asuntos de Polícrates a tal punto de fortuna y celebridad que así en Jonia como en lo restante de Grecia se oía sólo en boca de todos el nombre de Polícrates, observando que no emprendía expedición alguna en que no le acompañase la misma felicidad.» (Heródoto III, 39)

## Política exterior
Los persas no mostraban gran interés en la conquista de las islas del Egeo. Ellos eran guerreros, no marineros. Por otra parte, el faraón Amasis, temiendo un ataque persa, había desarrollado una estrategia defensiva naval. Mientras él y sus aliados controlaran el mar, el rey persa Ciro II no podría atacar al país del Nilo, ya que se vería forzado a atravesar la árida costa norte de la península del Sinaí, donde su ejército sería muy vulnerable. Así pues, el faraón construyó una armada, contrató a mercenarios carios y griegos, conquistó la isla de Chipre y se alió con el tirano samio Polícrates, al cual dio grandes sumas de dinero para que este construyera de igual forma una gran flota (cien navíos de cincuenta remeros y diez arqueros cada uno). Este contingente de barcos costaba 1 talento al día, o lo que es lo mismo, unas 7-8 toneladas de plata al año, lo que en el siglo VI a. C. representaba una gran suma.
La defensa de Egipto estaba ahora parcialmente en manos de Samos, lo que hacía vulnerable al reino del faraón Amasis. No sabemos lo que fue mal, pero lo cierto es que tras la muerte de Ciro II en 530 a. C., Polícrates decidió cambiar de bando aliándose con el nuevo rey persa Cambises II (r. 530-523 a. C.), tal y como narra el historiador griego Heródoto. El almirante de la flota egipcia cambió de bando al mismo tiempo, y Egipto cayó el 525 a. C. Es posible que Cambises II hubiera preparado el ataque a Egipto con el plan de hacerse suyas previamente las flotas egipcias aliadas.
El porqué del cambio de bando de Polícrates es desconocido. Heródoto relata una historia fantástica, según la cual Polícrates era un hombre tan afortunado y bendecido por los dioses que lanzó al mar uno de sus anillos de gran valor y este le fue devuelto posteriormente por un pescador que había capturado al pez que se lo había tragado. El faraón Amasis pensó que un hombre así tendría que ser castigado algún día por los dioses por la envidia que les causaría el éxito y felicidad de un humano.
. Esto fue para él suficiente razón para romper la alianza ya que no quería que la posible futura mala suerte de su aliado se volviera también contra él.

## Caída de Polícrates
Tras la derrota egipcia, Polícrates se quedó sin apoyo financiero. Rebeldes samios, apoyados por contingentes de Esparta y Corinto, invadieron la isla. Sin embargo, las murallas diseñadas por Eupalino eran resistentes, y Polícrates pudo sobrevivir en la ciudadela. A pesar de esto quedó vulnerable debido a la falta de capital.
En marzo del 522 a. C., en el Imperio persa se desató una guerra civil. El usurpador Gaumata se rebeló contra Cambises II, haciéndose pasar por el hermano de éste, Esmerdis. Cambises falleció antes de que pudiera dar caza a Gaumata. Más o menos al mismo tiempo, durante el verano, Polícrates fue invitado por el sátrapa de Lidia, Oretes, a acudir a Sardes. Oretes ofrecía a Polícrates como cebo dinero y posesiones a cambio de que lo sacara del país ya que supuestamente se había enterado de que Cambises tramaba su muerte. Polícrates muy falto de dinero y haciendo caso omiso de las advertencias de su hija y de un adivino se preparó para visitar a Oretes. A su llegada, fue asesinado por el sátrapa.
Los motivos reales de Oretes son inciertos. Quizás es tan simple como que hizo lo que se esperaba de él en un conflicto entre Persia y Egipto: atacar a un ex aliado egipcio, para evitar que pudiera volver a cambiar de bando. O quizás la ejecución fue ordenada por el mismo Cambises. Otra posibilidad es que Oretes hubiera caído en desgracia y quisiera hacer algo para ganarse de nuevo el favor del rey.
Cuando el caos en el Imperio persa tocó a su fin al cabo de varias semanas – Gaumata fue asesinado y sucedido por Darío I – los persas restauraron el orden. Oretes fue ejecutado y la isla de Samos fue dada al hermano desterrado de Polícrates, Silosonte.